# اچ‌ام‌اس آیریس (۱۸۷۷)
اچ‌ام‌اس آیریس (۱۸۷۷) (به انگلیسی: HMS Iris (1877)) یک کشتی بود که طول آن ۳۰۰ فوت (۹۱ متر) بود. این کشتی در سال ۱۸۷۷ ساخته شد.